# Desa Bedali (administrativ by i Indonesien, lat -7,97, long 112,13)
Desa Bedali är en administrativ by i Indonesien.   Den ligger i provinsen Jawa Timur, i den västra delen av landet, 600 km öster om huvudstaden Jakarta.